# Antoniuskirche (Rödelheim)

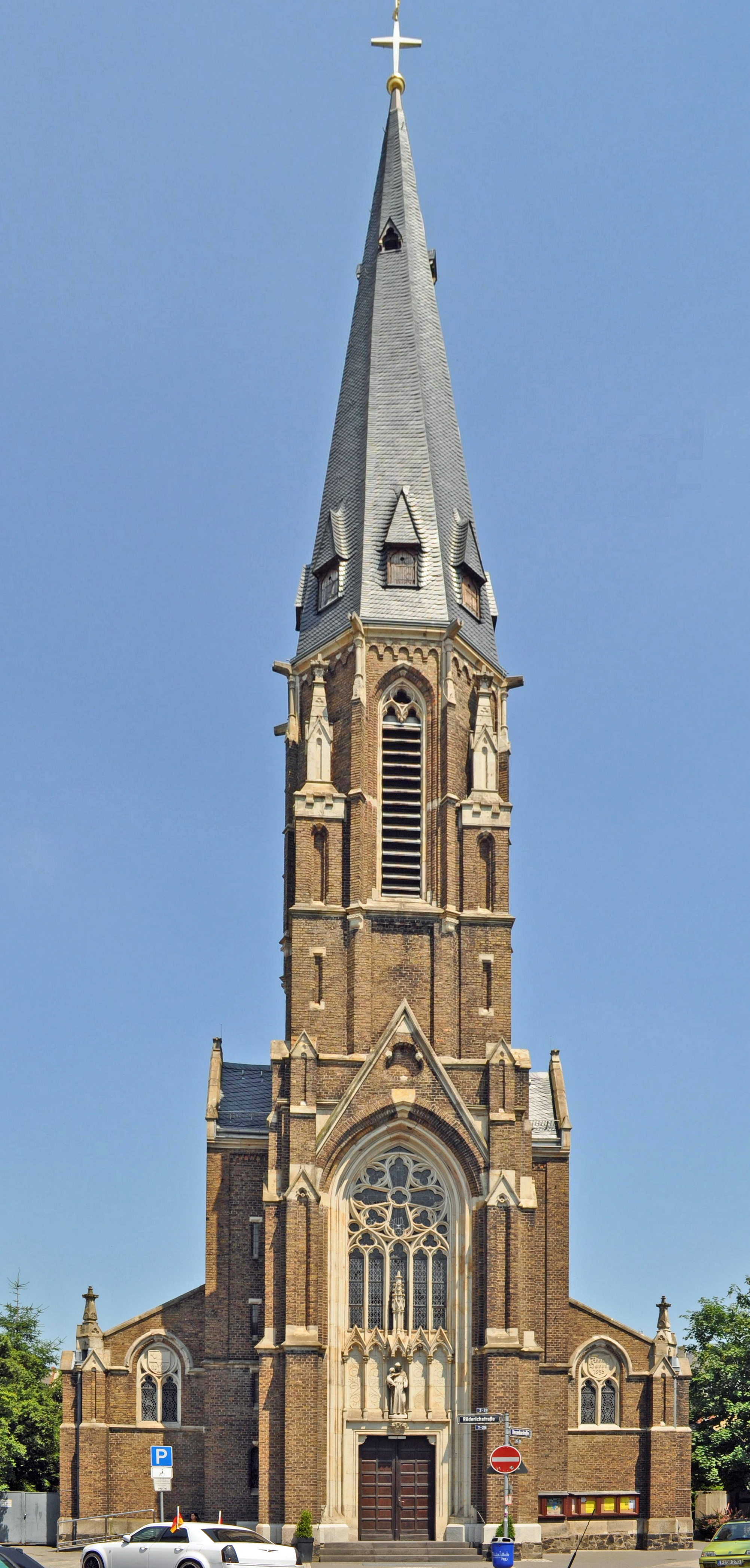
Antoniuskirche

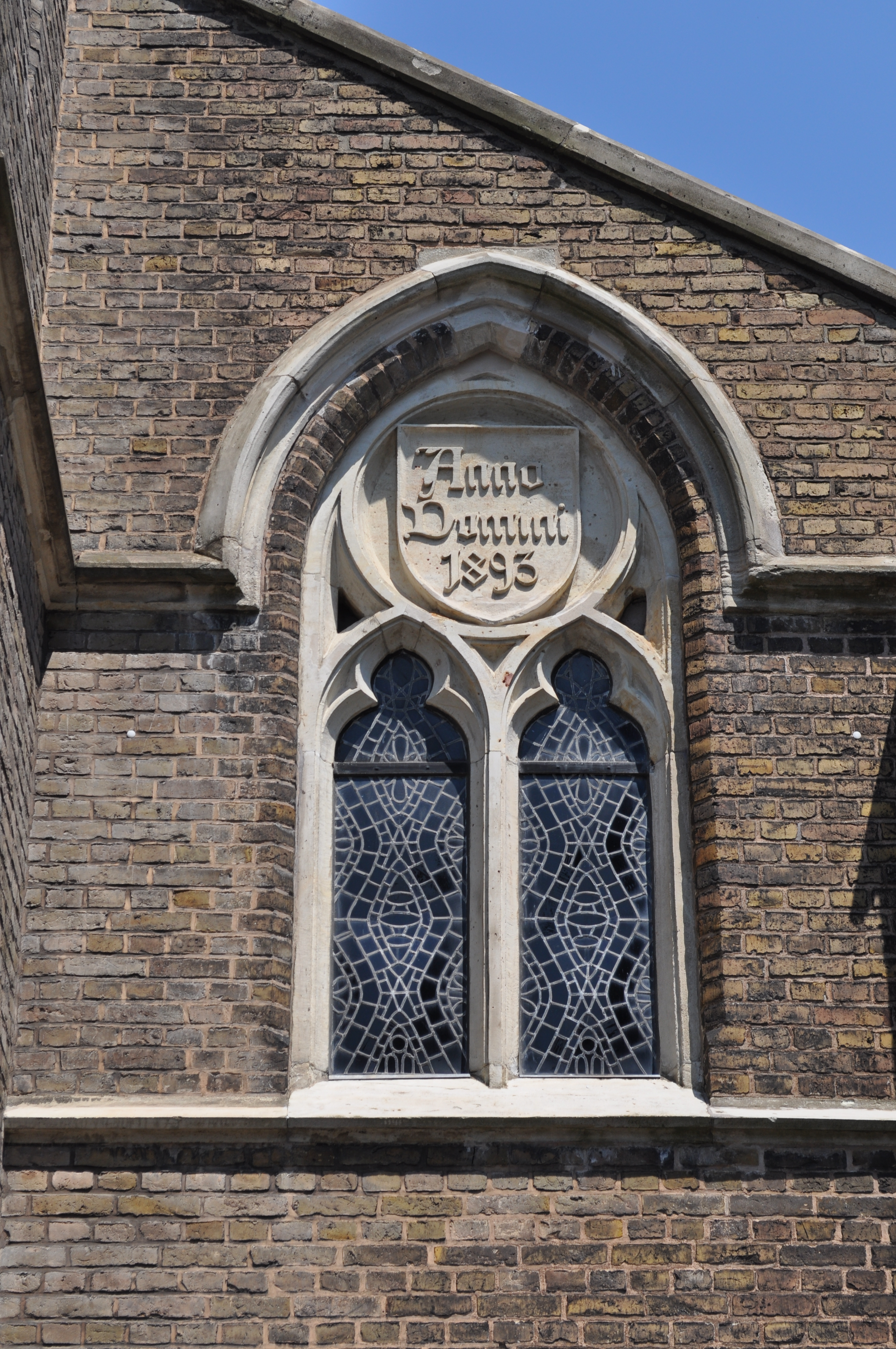
Antoniuskirche, Detailaufnahme

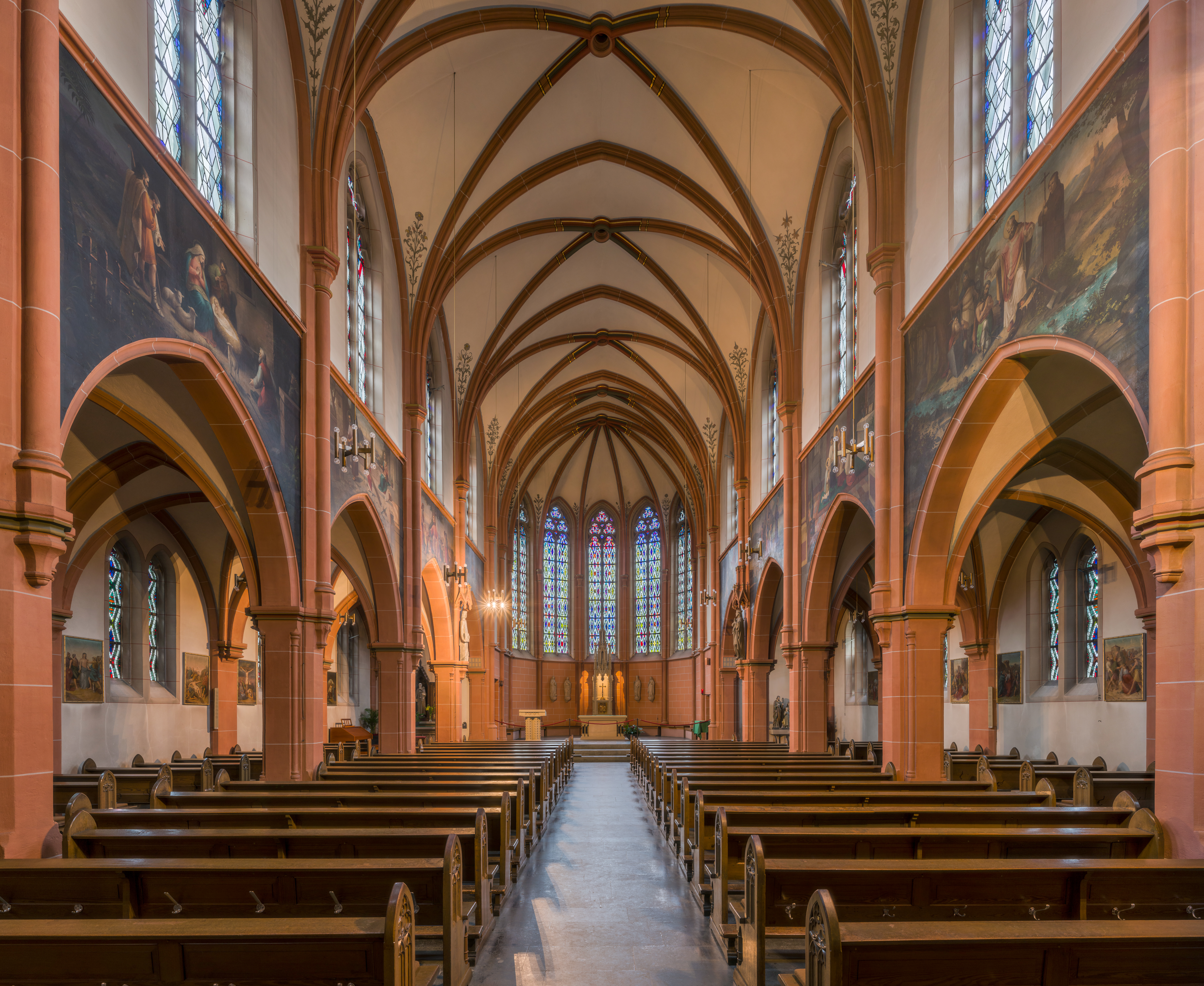
Langhaus

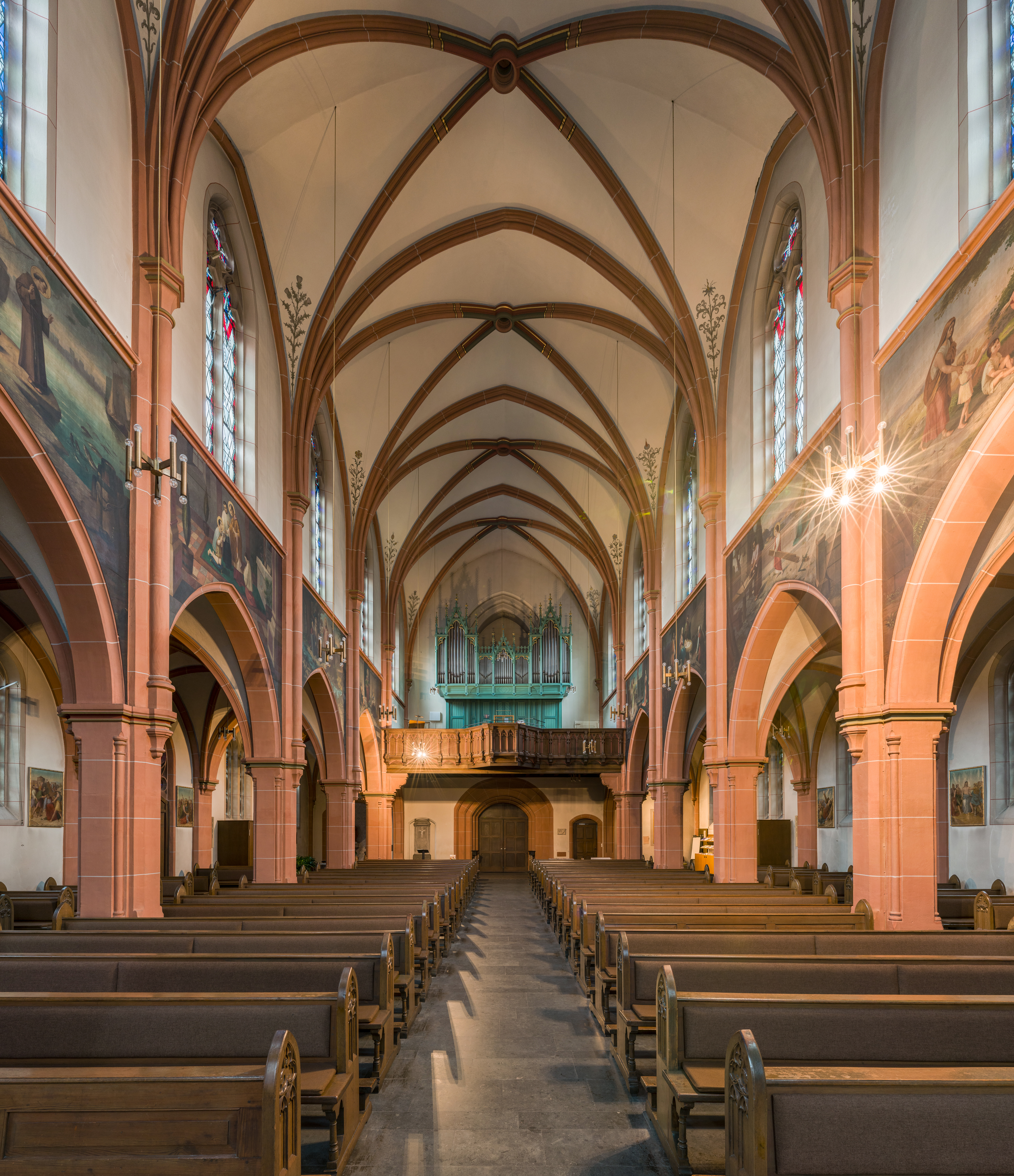
Blick zur Orgel

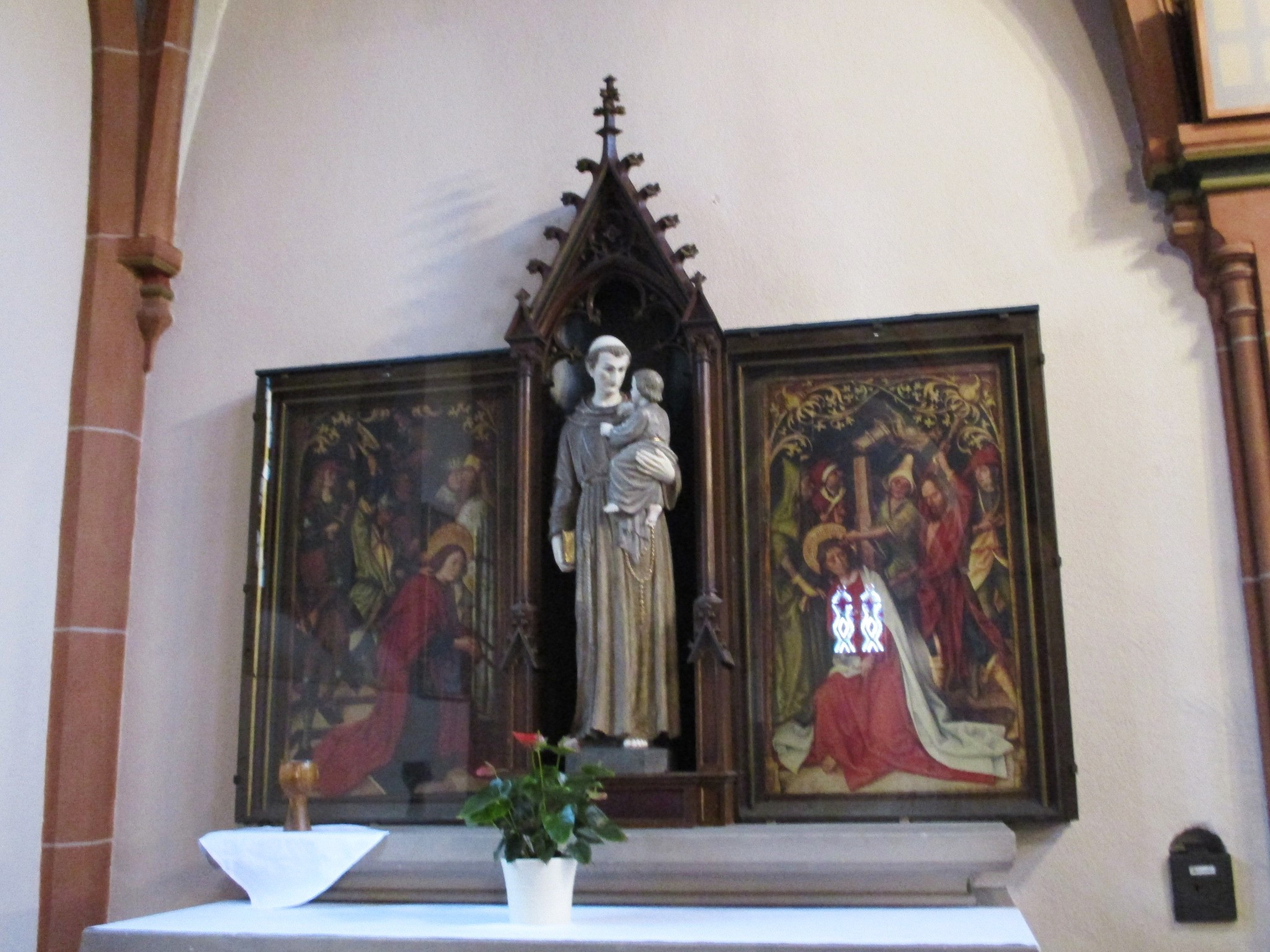
Antoniusaltar im linken Seitenschiff

Die Antoniuskirche ist eine katholische Kirche im Stadtteil Rödelheim von Frankfurt am Main. Der denkmalgeschützte neugotische Bau entstand 1892 bis 1894, wurde 1944 bei den Luftangriffen auf Frankfurt am Main durch Fliegerbomben weitgehend zerstört und nach dem Zweiten Weltkrieg wiederaufgebaut. Die Kirche ist dem heiligen Antonius von Padua gewidmet. Seit dem 1. Januar 2017 gehört die Kirche zur Pfarrei Sankt Marien Frankfurt am Main. 

## Geschichte
Die erste urkundliche Erwähnung Rödelheims bezeugt 788 die Schenkung einer Kirche in Radilenheim an das Kloster Lorsch. 1209 übereignete Kaiser Friedrich II. die Kapelle zu Rödelheim der Deutschordenskommende in Frankfurt-Sachsenhausen. Sie wurde 1275 an Werner I. von Falkenstein vertauscht. 1356 wird erstmals der heilige Cyriakus als Patron erwähnt.
1425 gelangten Rödelheim und seine Kapelle an Kronberg, später durch Erbfolge an das Haus Solms.
1545 führte Graf Magnus von Solms-Rödelheim die Reformation ein. Wenn auch nicht ganz so streng wie in anderen Herrschaften, wurde auf Dauer doch den Katholiken das Bleiben unmöglich gemacht. Sie wanderten nach Frankfurt, Sossenheim oder Höchst aus. Die Cyriakuskirche wird seitdem von der evangelischen Kirchengemeinde genutzt.
1801 gewährte Graf Vollrath zu Solms-Rödelheim den hiesigen Katholiken privaten Gottesdienst halten zu dürfen. Die kleine Kirchengemeinde umfasste 38 Familien mit 105 Personen. Im Jahr 1819 wurde eine alte Gerberei am Rebstöcker Weg erworben und zu einer kleinen Kirche umgebaut. Reiche katholische Kaufleute aus Frankfurt, Brentano, Guaita, Schweitzer und andere, siedelten ihre Landsitze weit draußen vor den Toren der Stadt in Rödelheim an. Sie spendeten einen Fonds, dessen Erträge die Besoldung eines ersten Pfarrers sicherstellen sollte. Nach langwierigem Schriftwechsel mit dem Bischöflichen Ordinariat in Mainz und den staatlichen Stellen konnte 1842 die katholische Pfarrgemeinde in Rödelheim errichtet werden. Zu ihr gehörten 423 Katholiken.
Die Gerberei-Kirche wurde im Lauf der Jahre zu klein und baufällig. So wurde ein Kirchenbauverein gegründet. Seine Bemühungen und eine Sammlung im deutschsprachigen Raum Europas zugunsten des Hl. Antonius von Rödelheim erlaubte 1892 die Grundsteinlegung und 1894 die Einweihung eines neugotischen Kirchengebäudes. Dieses wurde 1944 bei zwei Luftangriffen durch Fliegerbomben weitgehend zerstört.
Ein neuer Kirchenbauverein gründete sich nach dem Kriegsende und baute nach und nach das Gebäude wieder auf. Nach dem II. Vatikanischen Konzil wurde der Altarraum umgestaltet.
Die mehrfach renovierte Kirche steht unter Denkmalschutz. Sie ist im Innenraum mit Wandbildern auf Eisentafeln im Nazarener-Stil geschmückt.

## Orgel
Die Orgel wurde 1985 von Hugo Mayer Orgelbau erbaut. Das Instrument hat 28 Register auf zwei Manualen und Pedal.
| I Hauptwerk C–g3 |            |        |
| 1.               | Bourdon    | 16′    |
| 2.               | Principal  | 8′     |
| 3.               | Gedackt    | 8′     |
| 4.               | Octav      | 4′     |
| 5.               | Spitzflöte | 8′     |
| 6.               | Quinte     | 2 ⁄3′  |
| 7.               | Oktav      | 2′     |
| 8.               | Terz       | 1 3⁄5′ |
| 9.               | Mixtur IV  | 2′     |
| 10.              | Cymbel III | 1′     |
| 11.              | Trompete   | 8′     |

| II Schwellwerk C–g3 |            |       |
| 12.                 | Rohrflöte  | 8′    |
| 13.                 | Salicional | 8′    |
| 14.                 | Principal  | 4′    |
| 15.                 | Rohrflöte  | 4′    |
| 16.                 | Blockflöte | 2′    |
| 17.                 | Quinte     | 1 ⁄3′ |
| 18.                 | Scharff IV | 1 ⁄3′ |
| 19.                 | Basson     | 16′   |
| 20.                 | Hautbois   | 8′    |
| 21.                 | Krummhorn  | 8′    |

| Pedal C–f1 |                 |       |
| 22.        | Subbass         | 16′   |
| 23.        | Octavbass       | 8′    |
| 24.        | Flötgedackt     | 8′    |
| 25.        | Gemshorn        | 4′    |
| 26.        | Rauschpfeife IV | 2 ⁄3′ |
| 27.        | Posaune         | 16′   |
| 28.        | Trompete        | 8′    |

- Koppeln: II/I, I/P, II/P

## Katholische Pfarrer in Rödelheim
Vor der Reformation ist als letzter Pfarrer Henricus Dölle, bis 1545, benannt. Erster katholischer Pfarrer nach der Reformation wurde von 1842 bis 1881 Anton Hungari aus Mainz, ein damals bekannter Schriftsteller und Dichter. Ihm folgten Philipp Krohmann (1886–1932), Valentin Rath (1932–1953), Franz Clausen (1953–1978), Norbert Stähler (1978–1994), Norbert Schlegel (1994–1998), Robert Nandkisore (2000–2007), Karl-Heinz Diehl (2007–2016), Holger Daniel (seit 2016) und Joachim Braun (seit 2017).